# (9948) 1990 QB2
A (9948) 1990 QB2 a Naprendszer kisbolygóövében található aszteroida. Henry Holt fedezte fel 1990. augusztus 22-én.